# Deviant (Pitchshifter)
Deviant è il quinto album in studio del gruppo musicale britannico Pitchshifter, pubblicato nel 2000.

## Tracce
1. Condescension – 3:12
2. Wafer Thin – 3:31
3. Keep it Clean – 3:50
4. Forget the Facts – 3:16
5. Hidden Agenda – 4:16
6. Scene This – 3:52
7. Dead Battery – 3:45
8. As Seen on TV – 2:54
9. Everything's Fucked – 4:26
10. Chump Change – 3:45
11. Stronger – 3:37
12. P.S.I.cological – 4:37

## Formazione
- J.S. Clayden – voce, programmazione
- Jim Davies – chitarra elettrica
- Mark Clayden – basso
- John Stanier – batteria (live)
- Jello Biafra – voce (traccia 8)